# 아주경제
아주경제(亞洲經濟)는 대한민국의 경제신문이다.
대한민국 내 유일하게 한국어, 영어, 중국어, 일본어, 베트남어 등 5개국 언어 기반의 섹션 체제를 갖추고 있다. 200여 명의 직원을 보유하고 있으며, 곽영길 대표이사가 발행인이다. 온라인 WebSite와 32면으로 구성된 지면신문(한국어24면, 중국어8면)이 매일 전국 발행되고 있다. 주간지 '亚洲旅游(아주여행)'과 월간지 '中國'이 있다. 아주경제, 아주방송, 아주모바일, 아주M&C로 구성되어 있다.

## 내용
종합, 증권, 금융, 부동산, 산업, 유통, IT, 경제, 정치, 사회, 글로벌, 문화, 지방, 골프, 중국, 자동차, 연예, 스포츠로 구성되어 있다.